# João VI de Nápoles
João VI (m. 1120 ou 1123) foi um duque de Nápoles de 1097 ou 1107 até sua morte. Era filho e sucessor de Sérgio VI e seu reinado é muito obscuro devido a pouca evidência documental. Ele seguiu a política de seu pai e manteve íntimas relações com o Império Bizantino à luz dos ataques normandos e recebeu o título imperial de protosebasto. Ele casou-se com Eva (ou Ana), filha de Godofredo Ridel, com quem teve seu filho e sucessor, Sérgio VII.